# Hamfelde (Stormarn)
Hamfelde (niederdeutsch Hamfellen) ist eine Gemeinde im Südosten des Kreises Stormarn in Schleswig-Holstein.

## Geografie

### Lage
Das Gemeindegebiet von Hamfelde (Stormarn) liegt am nördlichen Ufer der Bille östlich von der Stadt Trittau. Am gegenüberliegenden südlichen Ufer befindet sich das Gemeindegebiet von Hamfelde in Lauenburg.

### Gemeindegliederung
Außer dem namensgebenden Dorf (Hamfelde) liegt im Gebiet der Gemeinde Hamfelde (Stormarn) zudem auch die Hofsiedlung Hahnheiderhof als weiterer Wohnplatz.

## Geschichte
Hamfelde wurde ursprünglich als Siedlung beiderseits der Bille gegründet. Durch unterschiedliche Lehensvergabe rechts und links der Bille wurde es im frühen Mittelalter in eine Stormarner und eine lauenburgische Gemeinde geteilt. Erstmals urkundlich erwähnt wurde Hamfelde 1230.
Seit dem 16. Jahrhundert gehörte Hamfelde zum alten landesherrlichen Amt Trittau, wo es zu den 17 Holzdörfern gerechnet wurde. Im Ort gab es eine Wassermühle, die zuerst als Säge-, später als Kupfermühle genutzt wurde. Albert Ballin hat sie seit 1906 als Landsitz genutzt, später war in der Mühle ein Schullandheim untergebracht.

## Politik

### Gemeindevertretung
Bei der Kommunalwahl am 14. Mai 2023 wurden insgesamt neun Sitze vergeben. Von diesen erhielt die Aktive Wählergruppe Hamfelde / Stormarn fünf Sitze und die Aktive Hamfelder Wählergemeinschaft von 1955 vier Sitze.

### Bürgermeister
Bürgermeister ist Thomas Eggers (AWGH).

### Wappen
Blasonierung: „Von Grün und Gold durch einen gold-blauen Wellenbalken schräglinks geteilt. Oben ein silberner schreitender Hirsch, unten eine grüne bewurzelte Buche.“

## Kultur und Sehenswürdigkeiten
In der Liste der Kulturdenkmale in Hamfelde (Stormarn) stehen die in der Denkmalliste des Landes Schleswig-Holstein eingetragenen Kulturdenkmale.
Hamfelde ist ein beliebter Ausgangspunkt für Wanderungen in die Hahnheide.

### Freiwillige Feuerwehr
In der Gemeinde Hamfelde besorgt eine Freiwillige Feuerwehr den Brandschutz.

## Wirtschaft und Infrastruktur

### Unternehmen
In Hamfelde ist mit dem Hamfelder Hof ein landwirtschaftlicher Biolandbetrieb ansässig.
Auf dem Hofgelände befand sich der Hamfelder Hofladen, in dem ein umfangreiches Naturkostsortiment erhältlich ist. Der Laden ist mittlerweile in Mühlenrade bei der Molkerei zu finden.

### Bildung
Ein Bücherbus der Fahrbücherei Stormarn (Bus 11) hält regelmäßig Station an einem Haltepunkt in Hamfelde.

### Verkehr
Die öffentlichen Verkehrsmittel in Hamfelde sind Teil des Hamburger Verkehrsverbunds (HVV).
Es verkehrt eine Schulbuslinie (8763) und ein Anruf-Sammel-Taxi (8769-AST, 8889-AST) von und nach Trittau, sowie eine Buslinie von und nach Mölln (8760), seit Fahrplan 2023/24 hält die Linie 433 (S Aumühle - U Billstedt) stündlich.